# Thưa ngài thẩm phán
Thưa ngài thẩm phán (tiếng Anh: OMG, Your Honour, tiếng Trung: 是咁的，法官閣下, nghĩa đen: Chuyện là vầy, thưa quan tòa) là một bộ phim truyền hình Hồng Kông năm 2018 của giám chế Trần Diệu Toàn do đài TVB sản xuất với sự tham gia của các diễn viên chính Huỳnh Trí Hiền, Quan Lễ Kiệt, Vương Quân Hinh và Mạch Minh Thi. Tại Việt Nam, phim được phát sóng vào lúc 21 giờ 30 phút từ thứ hai đến thứ sáu hàng tuần bắt đầu từ ngày 28 tháng 10 đến ngày 1 tháng 12 năm 2018 trên kênh SCTV9.

## Thời gian phát sóng
| Kênh            | Địa điểm           | Ngày phát sóng            | Thời gian phát sóng                                                          |
| --------------- | ------------------ | ------------------------- | ---------------------------------------------------------------------------- |
| Youku           | Trung Quốc         | Ngày 29 tháng 10 năm 2018 | Thành viên VIP vào 21 giờ 30 phút mỗi tuần từ thứ 2 đến thứ 6 thêm 1 tập mới |
| TVB Jade        | Hồng Kông / Ma Cao | Ngày 29 tháng 10 năm 2018 | 21 giờ 30 phút mỗi tuần từ thứ 2 đến thứ 6                                   |
| Astro AOD       | Malaysia           | Ngày 29 tháng 10 năm 2018 | 21 giờ 30 phút mỗi tuần từ thứ 2 đến thứ 6                                   |
| HUB Drama First | Singapore          | Ngày 29 tháng 10 năm 2018 | 21 giờ 30 phút mỗi tuần từ thứ 2 đến thứ 6                                   |
| SCTV9           | Việt Nam           | Ngày 29 tháng 10 năm 2018 | 20 giờ mỗi tuần từ thứ 2 đến thứ 6                                           |

## Tóm tắt nội dung
Thưa ngài thẩm phán là bộ phim dựa trên nền tảng hiện thực xã hội Hồng Kông trong thời điểm phim được sản xuất. Bộ phim xoay quanh câu chuyện của 6 người luật sư mới vào nghề và sư phụ của họ, đôi oan gia trong ngành luật Phạm Tiểu Vũ - Nhiêu Lực Hoành. Mỗi luật sư có một hoàn cảnh và gia nhập ngành luật với mục đích khác nhau. Họ sẽ phải vừa giữ gìn luật pháp vừa đảm bảo sinh kế của mình.

## Diễn viên và nhân vật

### Văn phòng luật sư Phạm Tiểu Vũ
| Diễn viên                 | Nhân vật     | Biệt danh／Quan hệ |
| ------------------------- | ------------ | --- |
| La Thiên Vũ（thanh niên） | Phạm Tiểu Vũ | John, Đinh nhỏ Đại luật sư Chồng của Mạc Hy Lai, sau này ly hôn và trở thành bạn tốt Vừa là bạn vừa là kẻ thù với Nhiêu Lực Hoành Sư phụ của Đặng Đại Chí, Huỳnh Đồng Đồ đệ của Cừ Cự Vĩ Đồ đệ cũ của Mai Triển Siêu, do mâu thuẫn nên đổi sư phụ, sau này hòa giải Năm 15 tuổi cha mẹ qua đời Có mối quan hệ mập mờ với cô Hương, tập 25 mối quan hệ tiến triển |
| Huỳnh Trí Hiền            | Phạm Tiểu Vũ | John, Đinh nhỏ Đại luật sư Chồng của Mạc Hy Lai, sau này ly hôn và trở thành bạn tốt Vừa là bạn vừa là kẻ thù với Nhiêu Lực Hoành Sư phụ của Đặng Đại Chí, Huỳnh Đồng Đồ đệ của Cừ Cự Vĩ Đồ đệ cũ của Mai Triển Siêu, do mâu thuẫn nên đổi sư phụ, sau này hòa giải Năm 15 tuổi cha mẹ qua đời Có mối quan hệ mập mờ với cô Hương, tập 25 mối quan hệ tiến triển |
| Lê Chấn Diệp              | Đặng Đại Chí | Archie Đại luật sư Ly thân với vợ, có một con trai, cuối cùng đoàn tụ Từng làm việc trong cơ quan chính phủ trước khi học lấy bằng luật sư Đồ đệ của Phạm Tiểu Vũ Có tuyến tình cảm với Huỳnh Đồng Bạn thân của Đổng Đan Kiều, Triệu Kim Thủy, Bố Trọng Khiêm, Hạ Tâm Ninh Bạn thân kiêm quan hệ hợp tác công việc với Lại Trạch Minh                            |
| Lâm Tú Di                 | Huỳnh Đồng   | Faye Đại luật sư Đồ đệ của Phạm Tiểu Vũ Có tuyến tình cảm với Đặng Đại Chí Bạn thân của Đổng Đan Kiều, Triệu Kim Thủy, Bố Trọng Khiêm, Hạ Tâm Ninh Xuất hiện từ tập 2 |

### Văn phòng luật sư Nhiêu Lực Hoành
| Diễn viên                  | Nhân vật          | Biệt danh／Quan hệ |
| -------------------------- | ----------------- | --- |
| Đàm Vĩnh Hạo（thanh niên） | Nhiêu Lực Hoành   | James, Đinh lớn Đại luật sư → Đại luật sư thâm niên Con trai của Vưu Uyển Mạn Vừa là bạn vừa là kẻ thù với Phạm Tiểu Vũ Bạn trai của Ada, sau này chia tay Sư phụ của Đổng Đan Kiều Có tuyến tình cảm với Mạc Hy Lai, sau trở thành bạn trai Đồ đệ của Cừ Cự Vĩ |
| Quan Lễ Kiệt               | Nhiêu Lực Hoành   | James, Đinh lớn Đại luật sư → Đại luật sư thâm niên Con trai của Vưu Uyển Mạn Vừa là bạn vừa là kẻ thù với Phạm Tiểu Vũ Bạn trai của Ada, sau này chia tay Sư phụ của Đổng Đan Kiều Có tuyến tình cảm với Mạc Hy Lai, sau trở thành bạn trai Đồ đệ của Cừ Cự Vĩ |
| Lâm Thục Mẫn               | Giả Mộ Chi        | Mary Đại luật sư thâm niên／Công tố viên Xuất hiện từ tập 6 |
| Vương Tử Hiên              | Đổng Đan Kiều     | Daniel Đại luật sư Đồ đệ của Nhiêu Lực Hoành Con trai Chủ tịch Hội đồng Trường Đại học Văn Lí Bị gia đình buộc phải từ bỏ sở thích để học luật Bạn thân của Đặng Đại Chí, Huỳnh Đồng, Bố Trọng Khiêm, Hạ Tâm Ninh, Triệu Kim Thủy                               |
| Lương Liệt Duy             | Triệu Kim Thủy    | Charles Đại luật sư Xuất thân nghèo khó Con trai của Đàm Ái Muội Bạn thân của Đặng Đại Chí, Đổng Đan Kiều, Huỳnh Đồng, Bố Trọng Khiêm, Hạ Tâm Ninh |
| Lý Trung Hy                | Phương Quốc Cường | Đại luật sư |
| Vệ Chí Hào                 | Cừu Hạo Thiên     | Đại luật sư |
| Lý Khải Kiệt               | Tưởng Minh Nhân   | Đại luật sư |
| Dương Thi Mẫn              | Huỳnh Trân Ni     | Anna Thư kí Thích Triệu Kim Thủy |
| Phạm Văn Nhã               | Betty             | Thư ký |

### Văn phòng luật sư Mộc Tùng Âm
| Diễn viên      | Nhân vật       | Biệt danh／Quan hệ |
| -------------- | -------------- | --- |
| Lỗ Chấn Thuận  | Mộc Tùng Âm    | Woody Luật sư sự vụ |
| Huỳnh Tử Hằng  | Lại Trạch Minh | Michael Luật sư sự vụ Bạn thân kiêm quan hệ hợp tác công việc với Đặng Đại Chí Có tuyến tình cảm với Hạ Tâm Ninh, sau trở thành bạn trai Anh họ của Chu Địch Địch Bạn trai cũ của Mao Nguyên                                                                     |
| Mạch Minh Thi  | Hạ Tâm Ninh    | Helen Luật sư sự vụ, từ chức ở tập 9, tập 16 trở lại làm việc Bạn cùng nhà của Bố Trọng Khiêm, Long Khang Thành Có tuyến tình cảm với Lại Trạch Minh, sau trở thành bạn gái Bạn thân của Đổng Đan Kiều, Đặng Đại Chí, Huỳnh Đồng, Bố Trọng Khiêm, Triệu Kim Thủy |
| Lý Lâm Ân      | Lục Vĩ Hiền    | Luật sư sự vụ Sau này từ chức |
| Thôi Cẩm Đường | Liêu Gia Tuấn  | Luật sư sự vụ |
| Diệp Khải Nhân | Dương Bình     | Luật sư sự vụ Đã từ chức |
| Thẩm Khả Hân   | Judy           | Thư ký Tập 9 bị sa thải |
| Châu Bảo Lâm   | TM             | Kế toán viên |

### Tòa án
| Diễn viên         | Nhân vật         | Biệt danh／Quan hệ                    |
| ----------------- | ---------------- | ------------------------------------- |
| Xa Uyển Uyển      | Thẩm phán Lê     | Maria Thẩm phán Xuất hiện từ tập 3    |
| Thái Thần         | Thẩm phán Trạch  | Thẩm phán tạm thời Xuất hiện từ tập 5 |
| Hà Ỷ Vân          | Đại luật sư Tống | Công tố viên Xuất hiện từ tập 7       |
| Dương Chứng Hoa   | Đại luật sư Lý   | Công tố viên Sở Tư pháp               |
| Phương Y Kỳ       |                  | Thẩm phán của Tòa án phúc thẩm        |
| Hàn Dục Hà        | Thẩm phán Hàn    | Thẩm phán của Tòa án phúc thẩm        |
| Dương Thụy Lân    |                  | Thẩm phán của Tòa án phúc thẩm        |
| Mã Đề Lộ          | Thẩm Phán Mã     | Thẩm phán Tòa án sơ thẩm              |
| Thiệu Trác Nghiêu | Thẩm phán Thiệu  | Thẩm phán tòa án khu vực              |
| Tiêu Huy Dũng     | Thẩm phán Tiêu   | Thẩm phán                             |
| Trần Gia Huy      | Thẩm phán Trần   | Thẩm phán                             |
| Đặng Anh Mẫn      |                  | Thẩm phán                             |
| Thái Khang Niên   | Thẩm phán Thái   | Thẩm phán                             |
| Lô Vĩ Văn         |                  | Cảnh sát tòa án                       |
| Lâm Hựu Kiều      |                  | Cảnh sát tòa án                       |
| Lý Gia Tấn        |                  | Cảnh sát tòa án                       |
| Chu Phi Phi       |                  | Thư ký tòa án                         |
| Ngô Khoáng Lợi    |                  | Thư ký tòa án                         |
| Phan Quán Lâm     |                  | Thư ký tòa án                         |
| Diêu Hoành Viễn   |                  | Thư ký tòa án                         |

### Nhân vật chủ yếu trong các vụ án
| Diễn viên          | Nhân vật         | Biệt danh／Quan hệ |
| ------------------ | ---------------- | --- |
| Tăng Khải Luân     | Ông Tăng         | Cựu quan chức chính phủ Bị buộc tội trộm cắp Phán tội danh thành lập Tập 1 |
| Trần Địch Khắc     | Nhân chứng       | Tài xế taxi Cáo buộc bị cáo đe dọa Tập 1 |
| Huỳnh Đức Sinh     | Bị cáo           | Bị cáo, bị buộc tội đe dọa Phán tội danh không thành lập Tập 1 |
| Ngô Vĩ Hào         | Lý Kiến Trạch    | Sinh viên Đại học Văn Lí Bạn đại học của Kiệt Học trò kiêm trợ giảng của Hồ Phi, bị hiểu nhầm là có quan hệ không chính đáng với Hồ Phi Bị buộc tội với bốn tội danh là đe dọa hình sự, gây thiệt hại hình sự, cưỡng ép vào trường và tấn công thông thường Phán thực hiện 200 giờ theo Lệnh phục vụ xã hội Nguyên mẫu của vụ án Sự kiện bổ nhiệm Hiệu phó Đại học Hồng Kông năm 2015' Tập 1-5, 7                                          |
| Đàm Ngọc Anh       | Tiêu Giao Châu   | Trưởng khoa Văn học Đại học Văn Lí Làm chứng việc cáo buộc Lý Kiến Trạch đe dọa và cưỡng bức vào phòng họp Nguyên mẫu của vụ án Sự kiện bổ nhiệm Hiệu phó Đại học Hồng Kông năm 2015' Tập 1-5, 7 |
| Diêu Binh          | Hồ Phi           | Người đồng tính, bị hiểu nhầm là có quan hệ không chính đáng với Lý Kiến Trạch Giáo sư khoa Văn học Đại học Văn Lí Tập 2-5, 7 |
| Huỳnh Kiện Đông    | Vinh             | Nam bị cáo trong vụ hành hung khiếm nhã trong rạp chiếu phim Phán tội danh không thành lập Nguyên mẫu nhân vật là Kishore Mohanlal Harjani Tập 5, 9-11 |
| Lý Mân Phương      | Cô Dương         | Nhân chứng trong vụ hành hung khiếm nhã trong rạp chiếu phim Cáo buộc Vinh có hành vi sàm sỡ Tập 5, 7, 10 |
| Vĩ Liệt            | Ông Tiền         | Thương nhân Cha của Tiền Vĩ Tập 6 |
| Thang Tuấn Minh    | Tiền Vĩ          | Giáo viên Chồng của Diệp Tiểu Linh Bị buộc tội tàng trữ ma túy Phán hai tháng tù giam, hai năm tù treo Tập 6, 8, 12 |
| Triệu Bích Du      | Diệp Tiểu Linh   | Vợ của Tiền Vĩ Sinh hạ con gái đặt tên là Helen, sau này vẫn tiếp tục liên lạc với Hạ Tâm Ninh Tập 6, 8, 12 |
| Gia Tuấn           | Lưu Côn          | Bị kết tội giết người và bị kết án tù chung thân Được Phạm Tiểu Vũ cầu xin giảm án nhưng thua kiện bởi Nhiêu Lực Hoành Tập 6, 15 |
| Phạm Thế Hằng      |                  | Bị kết tội giết người, sau được phán vô tội Thay đổi lời khai trước tòa, khiến Lưu Côn chịu mọi cáo buộc Tập 6 |
| Đới Diệu Minh      | Anh Lưu          | Bị cáo trong vụ trộm sữa mẹ Nguyên mẫu nhân vật là Lâm Trung Cần Tập 7, 10 |
| Lý Gia             | Lý Trọng Phát    | Huấn luyện viên thể hình Bị cáo án hành hung Vì con trai bị bạn cùng lớp bắt nạt và bị thương nên đã đánh cha của cậu bạn đó Bị kết án mười tháng tù, sau khi kháng cáo được giảm nhẹ hai tháng Tập 11 |
| Bạch Vân           | Bà Lý            | Vợ của Lý Trọng Phát Tập 11 |
| Trần Hoa Hâm       | Phan Kỳ          | Bị cáo vụ xem thường tòa án Luật sư thực tập, xuất thânh nghèo khó Nguyên mẫu nhân vật là Trương Chiêu Đình Tập 11-12 |
| Triệu Lạc Hiền     | Quan Gia Cường   | Bị cáo trong vụ say rượu lái xe và không mua bảo hiểm của bên thứ ba, sau bị buộc tội lái xe nguy hiểm gây ra cái chết cho người khác, phán tội danh thành lập Bị kết án 28 tháng tù và bị phạt 5.000 đô Đồng nghiệp của Doãn Bội Bội Tập 13, 16 |
| Tô Lệ Minh         | Doãn Bội Bội     | Winnie Đồng nghiệp của Quan Gia Cường Bị thương trong vụ say rượu lái xe, sau đó tử vong Tập 13 |
| Lý Vịnh Hào        | Hồng Tổ Huy      | Y tá Bị buộc tội giết bệnh nhân Lưu Vĩnh Toàn Ý đồ tự sát tại tòa Tập 14, 16-17 |
| Trương Mỹ Ni       | Từ Ái Mai        | Y tá Đông nghiệp cùng phòng của Hồng Tổ Huy Cho khẩu cung bất lợi đối với Hồng Tổ Huy Ban đầu khi cho lời khai tại đồn cảnh sát, cô đã che giấu việc chứng kiến Hồng Tổ Huy giết Lưu Vĩnh Toàn, nhưng 4 tháng sau khi vụ việc xảy ra, cô chủ động đến đồn cảnh sát để thay đổi lời khai và thú nhận rằng mình đã chứng kiến toàn bộ quá trình giết người. Tập 14, 16-17                                                                    |
| Dư Tử Minh         | Mai Triển Siêu   | Đại luật sư Mai Đại luật sư → Luật sư, cố vấn pháp lý doanh nghiệp Từng là sư phụ của Phạm Tiểu Vũ, nhưng vì không kí giấy chứng nhận học việc khiến Phạm Tiểu Vũ phải tìm sư phụ khác và trở thành đại luật sư trễ một năm Bị cáo án luật sư trộm cắp Cáo buộc tội tham ô tiền công ty Phán tội danh thành lập, ban đầu bị kết án 8 tháng tù, sau được Phạm Tiểu Vũ kháng cáouược giảm 2 tháng tù, quản thúc 1 năm Tập 18-19              |
| Trần Chí Kiện      | Nhậm Tử Siêu     | A Quỷ Cáo buộc hai tội giết người và một tội xử lý thi thể bất hợp pháp Giết và phân xác cha là Nhậm Thiệu Sơ, mẹ là Phùng Mỹ Liên IQ cao 130, thành tích học tập xuất sắc, có năng khiếu âm nhạc Lợi dụng Chu Địch Địch Tự tử trong lúc thẩm vấn tại bệnh viện Nguyên mẫu nhân vật là hung thủ Châu Khải Lượng trong Vụ án phân xác cha mẹ ở Đại Giác Chủy Tập 20-25                                                                      |
| Tiểu Bảo           | Chu Địch Địch    | Bell Diễn viên Đồng nghiệp và là bạn gái cũ của Long Khang Thành Em họ của Lại Trạch Minh Sau một trận ốm nặng, IQ không khác gì đứa trẻ 10 tuổi Cáo buộc hai tội giết người và một tội xử lý thi thể bất hợp pháp Phán hai tội danh giết người không thành lập, tội xử lý thi thể bất hợp pháp thành lập, bị kết án hai năm tù giam Nguyên mẫu của nhân vật là đồng phạm Tạ Trăn Kì trong Vụ án phân xác cha mẹ ở Đại Giác Chủy Tập 20-25 |
| Đỗ Đại Vĩ          | Long Khang Thành | Lone Chủ nhiệm bộ phận tuyên truyền của đài truyền hình Đồng nghiệp và là bạn trai cũ của Chu Địch Địch Bạn cùng nhà cả Hạ Tâm Ninh, Bố Trọng Khiêm Cho khẩu cung phẩm giá về Chu Địch Địch Học Vịnh Xuân quyền Tập 20-25 |
| Nguyễn Chính Phong | Tiển Kỉ Hoa      | Học nghề chỉnh sửa đàn piano Bị cáo trong vụ trộm ví tiền Phán tội danh trộm cắp thành lập, kết án quản chế Tập 21-22 |
| Lý Nhật Thăng      | Bao Quán Quân    | Kiện tướng Bơi lội Bị cáo trong vụ trộm kính bơi Phán tội danh trộm cắp thành lập, kết án 120 giờ theo Lệnh phục vụ xã hội Tập 23 |

### Các diễn viên khác
| Diễn viên            | Nhân vật                 | Biệt danh／Quan hệ |
| -------------------- | ------------------------ | --- |
| Vương Quân Hinh      | Mạc Hy Lai               | Ophelia Biên tập viên thời sự Sinh ra ở Thượng Hải, lớn lên ở Quảng Châu, sống ở Hồng Kông được 7 năm Vợ ủa Phạm Tiểu Vũ Vướng mắc với Phạm Tiểu Vũ về vấn đề ly hôn Có tình cảm song phương với Nhiêu Lực Hoành |
| Lâm Cảnh Trình       | Bố Trọng Khiêm           | A Độn, Brandon Đại luật sư của Văn phòng luật sư Ngô Dật Lưu Bạn cùng nhà của Hạ Tâm Ninh, Long Hữu Khang Bạn thân của Đổng Đan Kiều, Đặng Đại Chí, Huỳnh Đồng, Triệu Kim Thủy Từng tham gia khóa đào tạo Chuyên viên hòa giải miễn phí |
| Lý Quốc Lân          | Cừ Cự Vĩ                 | Đại luật sư thâm niên Cấp trên và là người yêu cũ của Vưu Uyển Mạn Sư phụ của Nhiêu Lực Hoành, Phạm Tiểu Vũ Xích mích với con trai trong vụ kiện tài sản, trở về Hồng Kông một mình Suy giảm thị lực, sau bị mù Xuất hiện từ tập 4 |
| Úy Vũ Tâm (lúc trẻ)  | Vưu Uyển Mạn             | Scarlet, Ivanna Mẹ của Nhiêu Lực Hoành Cấp dưới và là người yêu cũ của Cừ Cự Vĩ Vợ của Philip, bị chồng bạo hành tinh thần xuất phát từ việc bị anh ta cưỡng hiếp khiến cô chưa chồng mà chửa Di dân đến Massachusetts từ nhiều năm trước, trở về Hồng Kông ở tập 21, sống tại nhà của Nhiêu Lực Hoành                                                                            |
| Lư Uyển Nhân         | Vưu Uyển Mạn             | Scarlet, Ivanna Mẹ của Nhiêu Lực Hoành Cấp dưới và là người yêu cũ của Cừ Cự Vĩ Vợ của Philip, bị chồng bạo hành tinh thần xuất phát từ việc bị anh ta cưỡng hiếp khiến cô chưa chồng mà chửa Di dân đến Massachusetts từ nhiều năm trước, trở về Hồng Kông ở tập 21, sống tại nhà của Nhiêu Lực Hoành                                                                            |
| Trang Tư Minh        | Vanessa                  | Chị họ của Đổng Đan Kiều Kinh doanh nhà hàng chay cao cấp Bạn của Mạc Hy Lai Bạn gái của Mat |
| Ngô Gia Lạc          | Philip                   | Cha của Nhiêu Lực Hoành Chồng của Vưu Uyển Mạn Giáo viên trung học Lợi dụng lúc say rượu đã phát sinh quan hệ tình dục khiến Vưu Uyển Mạn mang thai, sau đó Vưu Uyển Mạn hiểu lầm rằng anh ta sẵn sàng chăm sóc cho "đứa con hoang" của cô và Cừ Cự Vĩ, khi kết hôn mới phát hiện được chân tướng sự việc Nghiện rượu do áp lực tinh thần Qua đời khi Nhiêu Lực Hoành học đại học |
| Trương Danh Nhã      | Laura                    | Vợ của Đặng Đại Chí, có một con trai, ly thân với chồng, sau này đoàn tụ |
| Trương Quốc Cường    | Tăng Thụ Hùng            | Alex, vua kéo giãn Đại luật sư thâm niên Giỏi về sử dụng thủ thuật kéo giãn Bị phán phải trả mọi chi phí do kéo dài phiên tòa Nguyên mẫu nhân vật là Mark Richard Charlton Sutherland |
| Diêu Doanh Doanh     |                          | Em của Phạm Tiểu Vũ Mẹ của Kiệt |
| Lương Già Vịnh       | Shirley                  | Nhân viên lễ tân của Văn phòng luật sư Ngô Dật Lưu |
| Chu Mẫn Hãn          | Kiệt                     | Cháu của Phạm Tiểu Vũ Sinh viên ngành Luật Đại học Văn Lí Bạn cùng phòng của Lý Kiến Trạch |
| Chúc Văn Quân        |                          | Nhóm áo trắng Người ủng hộ Lý Kiến Trạch |
| Tăng Huệ Vân         |                          | Nhóm áo đen Người phản đối Lý Kiến Trạch |
| Doãn Thi Bái         | Ada                      | Bạn gái của Nhiêu Lực Hoành, sau chia tay |
| Diệp Gia Hoằng       |                          | Cảnh sát |
| Châu Gia Lạc         | Thang Quân Dao           | Nam sinh viên đại học đăng ký vào khoa luật vào những năm 1970 Nguyên mẫu nhân vật là Thang Gia Hoa |
| Lý Văn Hy            |                          | Nữ sinh viên đại học đăng ký vào khoa luật vào những năm 1980 Nguyên mẫu nhân vật là Dư Nhược Vi |
| Lưu Văn Long         |                          | Phóng viên Theo dõi, quấy rối Lý Kiến Trạch và Mạc Hy Lai |
| Mã Tuấn Kiệt         |                          | Phỏng vấn xin việc tại Văn phòng luật sư Mộc Tùng Âm |
| Chung Quân Dương     |                          | Phỏng vấn xin việc tại Văn phòng luật sư Mộc Tùng Âm |
| Trần Dĩnh Hy         |                          | Đại luật sư trẻ tuổi |
| Trịnh Diễn Phong     |                          | Đại luật sư trẻ tuổi |
| Thẩm Ái Lâm          |                          | Sinh viên Đại học Văn Lí |
| Thẩm Ái Lâm          | Phóng viên               | |
| Châu Tử Doanh        |                          | Sinh viên Đại học Văn Lí |
| Huỳnh Vinh Sân       |                          | Sinh viên Đại học Văn Lí |
| Chu Lạc Minh         |                          | Sinh viên Đại học Văn Lí |
| Trần Tiển Hạo        |                          | Sinh viên Đại học Văn Lí |
| Lương Gia Tuấn       |                          | Sinh viên Đại học Văn Lí |
| Ngữ Lạc Di           |                          | Sinh viên Đại học Văn Lí |
| Đàm Trác Thăng       |                          | Sinh viên Đại học Văn Lí |
| Đàm Khôn Luân        |                          | Sinh viên Đại học Văn Lí |
| Châu Gia Toàn        |                          | Sinh viên Đại học Văn Lí |
| Trần Gia Tuệ         |                          | Sinh viên Đại học Văn Lí |
| Trần Khoan Di        |                          | Sinh viên Đại học Văn Lí |
| Hồ Mĩ Di             |                          | Sinh viên Đại học Văn Lí |
| Bàng Tường Linh      |                          | Sinh viên Đại học Văn Lí |
| Ngô Tử Xung          |                          | Sinh viên Đại học Văn Lí |
| Huỳnh Bội Kì         |                          | Sinh viên Đại học Văn Lí |
| Lâu Gia Hào          |                          | Sinh viên Đại học Văn Lí |
| Trình Hạo Tuấn       |                          | Sinh viên Đại học Văn Lí |
| Khâu Tình            |                          | Sinh viên Đại học Văn Lí |
| Mạnh Hi Lân          |                          | Sinh viên Đại học Văn Lí |
| Ngô Thiên Hữu        |                          | Sinh viên Đại học Văn Lí |
| Hà Tấn Lạc           |                          | Sinh viên Đại học Văn Lí |
| Dư Phú Căn           |                          | Sinh viên Đại học Văn Lí |
| Thiệu Triển Bằng     |                          | Sinh viên Đại học Văn Lí |
| Trịnh Tuấn Hi        |                          | Sinh viên Đại học Văn Lí |
| Lương Bách Xuyên     |                          | Bồi bàn ở Câu lạc bộ cao cấp |
| Lương Văn Úy         |                          | Bồi bàn ở Câu lạc bộ cao cấp |
| Tô Trác Ân           |                          | Bồi bàn ở Câu lạc bộ cao cấp |
| Tô Trác Ân           | Sinh viên                | |
| Chung Chí Quang      | Thư kí Chung             | Quan hệ hợp tác của Huỳnh Đồng, Bố Trọng Khiêm Ăn chặn phần nhiều phí luật sư của Bố Trọng Khiêm |
| Trương Hán Bân       |                          | Nhân viên quản lí |
| Ngô Chỉ Mặc          | Cô Sầm                   | Chủ nhiệm Liên lạc của Tòa án cho Dịch vụ Luật sư Đương trực Giúp đỡ Đàm Ái Muội |
| Ngô Hạnh Mĩ          | Nữ Biên tập viên thời sự | |
| Âu Hiên Vĩ           |                          | Hiệu trưởng Đại học Văn Lí |
| Hồng Tư Tấn          | Hiệu phó Hà              | Hiệu phó Đại học Văn Lí |
| Mạc Vĩ Văn           | Ông Đổng                 | Chủ tịch Hội đồng Đại học Văn Lí Cha của Đổng Đan Kiều Sử các biện pháp để ngăn chặn cuộc đấu tranh của khoa Văn học Đại học Văn Lí |
| Trương Bổn Lập       |                          | Đầu bếp |
| Trương Tuyết Oánh    | Cô Quan                  | Quản lí bộ phận cho thuê của Công ti「Habour Town」 Bàn bạc với Phạm Tiểu Vũ và Nhiêu Lực Hoành về vấn đề gia hạn văn phòng |
| Lương Hùng           |                          | Ông của Lý Kiến Trạch |
| Giang Phú Cường      |                          | Sĩ quan cải huấn |
| Tăng Hải Xương       |                          | Sĩ quan cải huấn |
| Trần Vĩ Kì (lúc trẻ) | Pansy                    | Bạn gái cũ của Nhiêu Lực Hoành |
| Sầm Hạnh Hiền        | Pansy                    | Bạn gái cũ của Nhiêu Lực Hoành |
| Nhiếp An Đạt         | Garcia                   | Tư tế của Đại học |
| Tư Đồ Huy            |                          | Tài xế Taxi |
| Cái Thế Bảo          | Cô Bàng                  | Chủ chung cư |
| Quan Tử Dương        | Gà mắt bự                | Người bạn đã mất của Phạm Tiểu Vũ, Nhiêu Lực Hoành |
| Lợi Dĩnh Di          | Lena                     | Thành viên của Hiệp hội Người tị nạn |
| Đại Liên Hi Đan Mĩ   | Cô Hương                 | Icy, A Tuyết Thành viên của Hiệp hội Người tị nạn Đối tượng theo đuổi của Phạm Tiểu Vũ trước khi gặp Mạc Hy Lai, nhưng vì lý tưởng mà từ bỏ tình cảm Phạm Tiểu Vũ sau khi kết hôn vẫn không thể quên được cô nên bị Mạc Hy Lai gọi là ngoại tình Được Mạc Hy Lai thuyết phục trở về Hồng Kông và tập 25 tiến triển lại mối quan hệ tình cảm với Phạm Tiểu Vũ                      |
| Lưu Gia Kì           |                          | Y tá |
| Thi Tuấn Triết       |                          | Trợ lí Đạo diễn |
| Vương Đức Cơ         |                          | Biên đạo |
| Tào Tư Thi           |                          | Nhân viên trang điểm |
| Quách Điền Thư       |                          | Bác sĩ |
| Tăng Uyển Sa         |                          | Y tá |
| Đặng Vĩnh Kiện       | Jamie                    | Đại luật sư, chủ nhà hàng cao cấp |
| Hà Bái Lâm           |                          | Phóng viên |
| Lâm Hi Linh          |                          | Người dự thính tại tòa |
| Lý Thấm Tâm          |                          | Người dự thính tại tòa |
| Quan Hạo Dương       | Joe                      | Chủ quán bar |
| Lý Mạn Phân          | Mã Gia Nghi              | Luật sư |
| Vu Dương             | Mạc Chí Văn              | Cha của Mạc hy Lai |
| Bao Hiểu Hoa         |                          | Vợ của Mạc Chí Văn Mẹ của Mạc Hy Lai |
| Nguyễn Gia Mẫn       |                          | Y tá |
| Vương Trí Thích      |                          | Nhân viên cửa hàng quần áo |
| Lý Thiện Hằng        |                          | Nhân viên cửa hàng quần áo |
| Viên Trấn Nghiệp     |                          | Bạn của Mạc Hy Lai |
| Lý Thiên Tông        |                          | Người hộ tang |
| Âu Ái Linh           |                          | Y tá |
| Ngô Bội Như          |                          | Y tá |
| Ngô Kỷ San           |                          | Y tá |
| La Hồng              | Lưu Vĩnh Toàn            | Bệnh nhân Bị Hồng Tổ Huy giết |
| Phùng Tố Tố          | Đàm Ái Muội              | Chủ sạp báo lề đường Mẹ của Triệu Kim Thủy Nguyên mẫu của nhân vật là Trần Phục Hưng |
| Trần Kiện Văn        | Chúng Chí Cường          | |
| Dương Gia Bảo        | Sandy                    | |
| Tần Khải Duy         | Patrick                  | Khách mời chương trình |
| Trần Tuấn Kiên       |                          | Biên đạo |
| Huỳnh Dĩnh Quân      |                          | Cư dân mạng |
| Ngụy Huệ Văn         | Phát                     | Tài xế taxi |
| Huỳnh Khải Di        | Cô Quan                  | Nhân viên Trung tâm Nhận nuôi Động vật |
| Lâm Kính Cương       |                          | Chồng của bị cáo lạm dụng trẻ em |
| Tạ Khả Dật           |                          | Bạn trai của Laura, sau này chia tay |
| Trần Tĩnh Vân        |                          | Cô gái trẻ tuổi |
| Tiển Hạo Anh         |                          | Huấn luyện viên quyền Anh |
| Đổng Kính Văn        |                          | Biên đạo |
| Triệu Tử Kiều        | Bà Huỳnh                 | |
| Huỳnh Tử Vĩ          | Bà Tào                   | |
| Quan Vĩ Luân         | Bác sĩ Trương            | |
| Lương Chỉ Bội        |                          | Người mẹ trẻ tuổi |
| Bàng Kỉ Ngạn         |                          | |
| Tăng Kiện Minh       | Chú Chu                  | Nhờ Hạ Tâm Ninh viết thư luật sư miễn phí, nhưng bị từ chối |
| Lưu Quế Phương       | Thím Chu                 | Nhờ Hạ Tâm Ninh viết thư luật sư miễn phí, nhưng bị từ chối |
| Ngô Hương Luân       |                          | Vợ của Mai Triển Siêu |
| Chiêu Hạo Minh       | Luật sư Trần             | |
| Thái Quốc Uy         |                          | Bác sĩ |
| Huỳnh Diệu Hoàng     | Benson                   | Con trai của Cừ Cự Vĩ Kiện tụng tài sản với cha |
| Ôn Dụ Hồng           |                          | Vợ của Cừ Cự Vĩ Mẹ của Benson |
| Trần Gia Lương       |                          | Bị cáo |
| Phùng Tử Sâm         |                          | Bị cáo |
| Hoắc Kiện Bang       |                          | Công tố viên |
| Hà Bội Dân           |                          | Y tá |
| La Hân Linh          |                          | Sĩ quan cải huấn |
| Trương Dực Đông      | Joe                      | Bồi bàn nam |
| Trần Dịch Liễn       |                          | Cô gái đại lục |
| Mạc Gia Cam          |                          | |
| Tô Khả Hân           | Mao Nguyên               | Terry Chuyên viên hòa giải Bạn gái cũ của Lại Trạch Minh |
| Dương Gia Hân        | Cô Trịnh                 | Bồi bàn |
| Tạ Chỉ Luân          | Luật sư Từ               | Luật sư đại diện của cô Trịnh |
| Hồ Phi               |                          | Bạn của Đổng Đan kiều |
| Lý Thấm Tâm          |                          | Bạn của Đổng Đan kiều |
| Ngũ Lễ Kiển          |                          | Bạn của Đổng Đan kiều |
| Trần Mẫn Lương       |                          | Ông lão |
| Ngô Bội Long         | Trương Chấn Lâm          | Ngôi sao nam Nguyên mẫu nhân vật là Trương Chấn Lãng và Trương Trí Lâm |
| Huỳnh Văn Ý          | Chị đẹp                  | Ngôi sao nữ Nguyên mẫu nhân vật là Chung Hân Đồng và Viên Vịnh Nghi |
| Tiêu Khải Hân        |                          | Nhân viên Hiệp hội Người tị nạn |
| Đàm Vĩ Quyền         | Bác sĩ Trần              | Nhân viên Hiệp hội Người tị nạn |
| Diêu Hạo Chính       | Sếp Hà                   | Cảnh sát bắt giữ Nhậm Tử Siêu Nhân chứng của vụ án giết hại Nhậm Thiệu Sơ và Phùng Mỹ Liên Bị Nhiêu Lực Hoành chất vấn cố ý không cho Nhậm Tử Siêu gặp luật sư trong lúc lấy khẩu cung |
| Trần Vinh Tuấn       |                          | Dẫn chương trình D1 |
| Du Lương Duy         |                          | Dẫn chương trình D2 |
| Thái Quốc Uy         |                          | Dẫn chương trình B1 |
| Cù Gia Khánh         |                          | Dẫn chương trình B2 |
| Lâm Sư Kiệt          |                          | Nghệ sĩ đường phố |
| Phương Thiệu Thông   |                          | Nghệ sĩ đường phố |
| Lạc Dận Minh         |                          | Nghệ sĩ đường phố |
| Dương Minh           | Mat                      | Chủ nhà hàng chay Bạn trai của Vanessa Khách mời xuất hiện tập 23 |
| Tô Ân Từ             |                          | Mẹ của Bao Quán Quân Ép buộc con trai trong thời gian dài khiến con trai bị áp lực lớn Trong lúc xét xử, người thân bạn bè có mặt tại tòa để cổ vũ Báo Quán Quân nhưng gây ồn ào nên bị thẩm phán nhắc nhở |
| Uy Liêm Trần         | Chú tăm                  | |
| Quách Hạo Hoàng      |                          | Bồi thẩm viên trong Bồi thẩm đoàn của vụ án giết hại Nhậm Thiệu Sơ và Phùng Mỹ Liên |
| Trương Thi Hân       |                          | Bồi thẩm viên trong Bồi thẩm đoàn của vụ án giết hại Nhậm Thiệu Sơ và Phùng Mỹ Liên |
| Ngũ Kiện Trung       |                          | Bồi thẩm viên trong Bồi thẩm đoàn của vụ án giết hại Nhậm Thiệu Sơ và Phùng Mỹ Liên |
| Chu Hối Lâm          | Trịnh Văn Tấn            | |
| Đinh Chủ Huệ         | Từ Lạc Di                | Giáo viên của Nhậm Tử Siêu Cầu xin cho Nhậm Tử Siêu |
| Quách Thiên Du       |                          | Giáo viên Trường Tiểu học Thần Hi Giáo viên lớp 1 của Nhiêu Lực Hoành |
| Trình Hạo            | Gina                     | Luật sư thực tập |

## Các vấn đề xã hội liên quan đến cốt truyện
Tuy tình tiết trong phim không có liên hệ trực tiếp với các vấn đề xã hội ngoài đời, nhưng vẫn có nhiều tình tiết được cải biên phỏng theo những sự kiện đã xảy ra ngoài đời thật.
- Tập 1: Con trai của Hướng Hoa Cường là Hướng Hữu bị phán tội đe dọa hình sự (HCMA 396/2016) (năm 2015)
- Tập 1-5: Sự kiện bổ nhiệm Hiệu phó Đại học Hồng Kông năm 2015 (ESCC 2357/2016/ ESS 27186/2016) (năm 2015-2017)
- Tập 5, 7, 9-11: Phiên tòa thẩm vấn vụ án hành hung khiếm nhã ngày 26 (HCMA 685/2013/ HCMA 425/2014) (năm 2013-2014)
- Tập 7, 10: Vụ án trộm sữa mẹ (ESCC 2703/2016) (năm 2016)
- Tập 11-12: Luật sư Trương Chiêu Đình chụp ảnh trong tòa án và đăng lên Facebook (năm 2017)
- Tập 21-25: Vụ án phân xác cha mẹ ở Đại Giác Chủy (năm 2013-2015)

## Nhạc phim
| Ca khúc                      | Ca sĩ           | Lời            | Nhạc             | Biên khúc        | Giám chế ca khúc         | Đơn vị cung cấp ca khúc |
| ---------------------------- | --------------- | -------------- | ---------------- | ---------------- | ------------------------ | ----------------------- |
| Lí tính và cảm tính 理性感性 | Hồ Hồng Quân    | Trương Mỹ Hiền | Trương Gia Thành | Trương Gia Thành | Hà Triết Đồ, Vi Cảnh Vân | Giải trí Tinh Mộng      |
| Yêu đương ấu trĩ 戀愛幼稚    | Vương Quân Hinh | Trương Mỹ Hiền | Trương Gia Thành | Trương Gia Thành | Hà Triết Đồ, Vi Cảnh Vân | Giải trí Tinh Mộng      |
| Dạ khúc 17 chương 夜曲17章   | Vương Tử Hiên   | Vương Tử Hiên  | Vương Tử Hiên    | Vương Tử Hiên    | Vương Tử Hiên            | Giải trí Tinh Mộng      |

## Ratings
Tỷ suất xem đài tính bằng số lượt xem trong vòng 7 ngày của kênh Phỉ Thuý TVB và ứng dụng myTV SUPER trên tất cả các nền tảng:
| Tuần       | Tập        | Ngày                    | Ratings trung bình |
| ---------- | ---------- | ----------------------- | ------------------ |
| 1          | 1－5       | 29/10/2018 - 2/11/2018  | 23,3 điểm          |
| 2          | 6－10      | 5/11/2018 - 9/11/2018   | 23.6 điểm          |
| 3          | 11－15     | 12/11/2018 - 16/11/2018 | 23.1 điểm          |
| 4          | 16－19     | 20/11/2018 - 23/11/2018 | 24.2 điểm          |
| 5          | 20－25     | 26/11/2018 - 1/12/2018  | 25.6 điểm          |
| Cả bộ phim | Cả bộ phim | Cả bộ phim              | 23.76 điểm         |

## Giải thưởng và đề cử
| Phim hay nhất                      | —                                          | Đề cử     |
| Nam diễn viên chính xuất sắc nhất  | Huỳnh Trí Hiền (vai Phạm Tiểu Vũ)          | Đề cử     |
| Nam diễn viên chính xuất sắc nhất  | Quan Lễ Kiệt (vai Nhiêu Lực Hoành)         | Đề cử     |
| Nữ nhân vật được yêu thích nhất    | Vương Quân Hinh (vai Mạc Hy Lai)           | Top 5     |
| Nữ diễn viên chính xuất sắc nhất   | Vương Quân Hinh (vai Mạc Hy Lai)           | Đề cử     |
| Nữ diễn viên chính xuất sắc nhất   | Mạch Minh Thi (vai Hạ Tâm Ninh)            | Đề cử     |
| Nữ diễn viên tiến bộ nhất          | Mạch Minh Thi (vai Hạ Tâm Ninh)            | Đề cử     |
| Nam nhân vật được yêu thích nhất   | Huỳnh Trí Hiền (vai Phạm Tiểu Vũ)          | Top 5     |
| Nam nhân vật được yêu thích nhất   | Quan Lễ Kiệt (vai Nhiêu Lực Hoành)         | Đề cử     |
| Nam nhân vật được yêu thích nhất   | Lương Liệt Duy (vai Triệu Kim Thủy)        | Đề cử     |
| Nam nhân vật được yêu thích nhất   | Huỳnh Tử Hằng (vai Lại Trạch Minh)         | Đề cử     |
| Nam diễn viên phụ xuất sắc nhất    | Huỳnh Tử Hằng (vai Lại Trạch Minh)         | Đề cử     |
| Nam diễn viên phụ xuất sắc nhất    | Lương Liệt Duy (vai Triệu Kim Thủy)        | Đoạt giải |
| Nam diễn viên phụ xuất sắc nhất    | Lê Chấn Diệp (vai Đặng Đại Chí)            | Đề cử     |
| Nữ diễn viên phụ xuất sắc nhất     | Lâm Tú Di (vai Hỳnh Đồng)                  | Đề cử     |
| Ca khúc chủ đề được yêu thích nhất | Hồ Hồng Quân (bài hát Lí tính và cảm tính) | Đề cử     |
| Ca khúc chủ đề được yêu thích nhất | Vương Quân Hinh (bài hát Yêu đương ấu trĩ) | Đề cử     |
| Ca khúc chủ đề được yêu thích nhất | Vương Tử Hiên (bài hát Dạ khúc 17 chương)  | Đề cử     |

| Khán giả bình chọn Ca khúc chủ đề hay nhất | Hồ Hồng Quân (bài hát Lí tính và cảm tính) | Đề cử |

## Quá trình sản xuất
- Ngày 31 tháng 8 năm 2017: Đoàn phim đã tổ chức một buổi họp báo ra mắt tạo hình lúc 12:30 tại TVB City, Số 77 đường Tuấn Tài, Khu Công nghiệp Tướng Quân Áo.[11]
- Ngày 20 tháng 9 năm 2017: Nghi thức bái thần bấm máy được bắt đầu lúc 12 giờ tại Sky Garden, tầng 9 tòa nhà California, số 30-32 đường D'Aguilar, Lan Quế Phường, Trung Hoàn và được phát trực tiếp trên big big channel.
- Ngày 13 tháng 12 năm 2017: Hoàn thành quay phim.
- Ngày 25 tháng 10 năm 2018: Đoàn phim tổ chức hoạt động tuyên truyền "Triều bái sư phụ" vào lúc 15 giờ 30 phút tại Townhouse, tầng 23 tòa nhà California, số 30-32 đường D'Aguilar, Lan Quế Phường, Trung Hoàn.
- Ngày 28 tháng 10 năm 2018: Đoàn phim tổ chức hoạt động tuyên truyền "Thông báo: Tôi là luật sư!" vào lúc 14 giờ tại sân trong tầng 2 Mã An Sơn Plaza, số 608 đường Tây Sa, Mã An Sơn.
- Ngày 9 tháng 11 năm 2018: Đoàn phim tổ chức hoạt động tuyên truyền bằng xe diễu hành "Thiếp địa luật sư dự Cảng đồng hành" vào lúc 12 giờ tại lối vào ngầm của Trung tâm mua sắm Domain, ga Du Đường.
- Ngày 14 tháng 11 năm 2018: Đoàn phim tổ chức hoạt động tuyên truyền "Luật chính tân nhân bác tận vô hối" vào lúc 13 giờ tại Trung học Hán Hoa, số 3 đường Phú Hân, Tiểu Tây Loan.
- Ngày 19 tháng 11 năm 2018: Do khung giờ 20 giờ 30 phút đến 22 giờ 55 phút phát sóng trực tiếp lễ Khánh đài nên tập phim vào đêm đó phải ngưng phát sóng.
- Ngày 28 tháng 11 năm 2018: Đoàn phim tổ chức hoạt động tuyên truyền "Luật sư tề lạp phiếu" vào lúc 13 giờ tại bên ngoài tòa nhà Ngu Lạc Hành, số 30 khu giữa đại lộ Hoàng Hậu, Trung Hoàn.
- Ngày 1 tháng 12 năm 2018: Tập cuối được phát sóng vào thứ bảy lúc 20 giờ 30 phút đến 21 giờ 30 phút.

## Thông tin thêm
- Vai diễn "Triệu Kim Thủy" ban đầu dự kiến sẽ do Ngụy Tuấn Hạo đảm nhận, nhưng sau đó được đổi cho Lương Liệt Duy đóng.
- Trong bộ phim, vai diễn Mạc Hy Lai là vai chính đầu tiên của Vương Quân Hinh[12]
- Bài hát Yêu đương ấu trĩ là lần trở lại hát nhạc phim của Vương Quân Hinh sau 4 năm kể từ bài hát Cô ấy tốt nhất của phim Hàn Sơn Tiềm Long.
- Bộ phim là vai luật sư thứ ba của Huỳnh Trí Hiền sau phim Chuyện bốn nàng luật sư và phim Tình yêu và ngã rẽ, vai diễn luật sư Phạm Tiểu Vũ có cùng họ Phạm với vai diễn luật sư Phạm Trí Nghị trong phim Chuyện bốn nàng luật sư.[13]
- Bộ phim là phim truyền hình TVB do cùng một người biên kịch và biên thẩm là Lý Thiến sau phim Mười ba lệnh giết bí mật là Lương Lập Dần vào năm 1999.
- Bộ phim là tác phẩm cuối trước khi rời TVB của Hà Quân Thành và Lý Văn Hi.